# Кубахово (Кролевецкий район)
Кубахово (укр. Кубахове) — село,
Мутинский сельский совет,
Кролевецкий район,
Сумская область,
Украина.
Код КОАТУУ — 5922686305. Население по переписи 2001 года составляло 7 человек .

## Географическое положение
Село Кубахово находится на расстоянии в 8 км от города Кролевец на дороге Т-1907.
На расстоянии до 1 км расположены сёла Кащенково, Отрохово и Жабкино.